# Kuan-Chun Chi
Chi Kuan-Chun, noto anche come Chik Goon-Gwan (Guangdong, 14 giugno 1949), è un attore e artista marziale cinese di Hong Kong, pratica lo stile Hung Gar.
È meglio conosciuto per l'interpretazione del monaco Shaolin ribelle Hu Huei Chien (Hu Hui Gan) e per diversi film di arti marziali girati a partire dal 1970. È stato anche co-protagonista con Alexander Fu Sheng di una dozzina di film in costume sulle arti marziali. In totale è apparso in almeno 60 pellicole tutte sul Kung Fu.

## Biografia
Nato col nome di Wu Dong-wai, nel Guangdong, in Cina, si trasferisce con la famiglia a soli tre anni ad Hong Kong.
Si è diplomato alla Sam Yuk Middle School ed ha seguito un corso di recitazione alla Cathay Studio nel 1968.
Dopo aver vinto il primo posto al "Manhood Competition" tenuto dal Chiang Jiang Film Company, Chi si è unito al Shaw Brothers Studio. Il suo debutto alla recitazione avvenne nel film Shao Lin wu zu, del regista Chang Cheh. Dopo queste prime esperienze arrivarono altri ruoli sempre sotto la supervisione di Cheh, tra cui:  Shaolin Martial Arts, Disciples Of Shaolin, The Shaolin Avengers ( Gli scatenati campioni del karate in Italia) e Magnificent Wanderers.
Dopo aver concluso il suo contratto con la Shaw Brothers nel 1976, Chi fonda la Champion Film Company. Nel 1977, si trasferisce a Taiwan per proseguire la sua carriera, dove ha recitato in film come  Showdown at the Cotton Mill.
Si ritira ufficialmente agli inizi degli anni novanta, per tornare anni più tardi, nel 2003, sul grande schermo in Drunken Monkey di Lau Kar-leung e successivamente, nel 2005, in Seven Swords di Tsui Hark.

## Filmografia parziale
- Shao Lin wu zu, regia di Chang Cheh (1974)
- Ways of Kung Fu (Juan xing quan fa yu fa), regia di Chiu Lee (1978)
- Drunken Monkey, regia di Lau Kar-leung (2003)
- Seven Swords, regia di Tsui Hark (2005)